# Gowri Lakshmi Bayi
Gowri Lakshmi Bayi, född 1791, död 1815, var en indisk monark. Hon var regerande maharani av Travancore 1810–1813, och efter sin abdikation till förmån för sin son Swathi Thirunal Rama Varma hans regent under hans omyndighet 1813–1815. 

## Biografi
Gowri Lakshmi Bayi var dotter till Kilimanoor Koyi Thampuran och Bharani Thirunal Parvathy Bayi och systerdotter till Avittom Thirunal Balarama Varma av Tracancore. Hon gifte sig med Raja Raja Varma Koil Thampuran, och fick tre barn.
När hennes morbror avled 1810 tilläts hon bestiga tronen fram till att hon födde en son, varpå han omedelbart skulle efterträda henne. Hon blev därmed Travancores första kvinnliga monark. Hon tillträdde med den inflytelserika britten John Munros stöd.
När hennes son föddes 1813 abdikerade hon till hans förmån, men fortsatte regera som hans förmyndare. Hennes regeringstid beskrivs som framgångsrik, och hon stiftade och införde ett flertal reformer.
Gowri Lakshmi Bayi avled i barnsäng, och regentskapet under hennes sons omyndighet övertogs av hennes syster Gowri Parvati Bayi, som regerade fram till 1829.